# You've Got a Friend
Singles de Carole King
He's a Bad Boy
(1964) It's Too Late
(1971)
Pistes de Tapestry
Way Over Yonder
(A6) Where You Lead
(B2)
Singles de James Taylor
Country Road
(1971) Long Ago and Far Away
(1971)
Pistes de Mud Slide Slim and the Blue Horizon
Love Has Brought Me Around
(1) Places in My Past
(3)
You've Got a Friend est une chanson écrite, composée et interprétée par la chanteuse américaine Carole King, présente sur son album Tapestry sorti le 10 février 1971.

## Contexte
Elle est enregistrée simultanément en janvier 1971, par le chanteur américain James Taylor sur son album Mud Slide Slim and the Blue Horizon publié le 16 mars 1971.
Cette version sort en single et remporte un grand succès, se classant notamment en tête du Billboard Hot 100.

## Musiciens

### Version de Carole King
- Carole King : chant, piano, chœurs
- David Campbell : alto
- Terry King : violoncelle
- Barry Socher : violon
- Danny Kortchmar : congas, chœurs
- Charles Larkey : contrebasse
- James Taylor : guitare acoustique, chœurs
- Joni Mitchell : chœurs

### Version de James Taylor
- James Taylor : chant, guitare acoustique
- Joni Mitchell : chœurs
- Danny Kortchmar : guitare acoustique, congas
- Leland Sklar : basse
- Russ Kunkel : batterie, percussions

## Reprises et adaptations

### Reprises
La chanson a fait l'objet de nombreuses reprises dont certaines ont eu les honneurs des hit-parades.
Ainsi la version du duo Roberta Flack et Donny Hathaway, sortie en mai 1971, s'est classée 29e du Billboard Hot 100 et 8e du classement R&B aux États-Unis.
Plusieurs versions se classent dans les charts britanniques : Big Fun accompagné de Sonia atteint la 14e place en 1990, les Brand New Heavies sont 9e en 1997 et le groupe McFly arrive en tête en 2005 avec un single double face A All About You / You've Got a Friend.
En 2009, les finalistes de l'émission de télévision The X Factor au Danemark enregistrent la chanson qui parvient en tête des ventes dans leur pays.
D'autres artistes ont enregistré la chanson, parmi lesquels : Dusty Springfield, Michael Jackson, Barbra Streisand, Andy Williams, Tom Jones, Jimmy Cliff, Cliff Richard, Céline Dion, Stacy Kent, The Housemartins.

### Adaptations
Elle a été adaptée dans plusieurs langues, dont l'italien par Bruno Lauzi sous le titre Io ti amavo quando... (enregistrée par Johnny Dorelli et par Mina) et en français par Eddy Marnay sous le titre Un jardin dans mon cœur (enregistrée par Claude François et par Sylvie Vartan en 1971), puis par Michel Delpech et Jean-Michel Rivat sous le titre T'as un ami (enregistrée par le même Delpech en 1979).

## Distinctions
En 1972 la chanson remporte le Grammy Award de la chanson de l'année, récompensant ainsi sa compositrice, Carole King, tandis que James Taylor gagne le Grammy Award du meilleur chanteur pop grâce à son interprétation. 
La chanson est nommée dans deux autres catégories : Grammy Award de l'enregistrement de l'année et Grammy Award de la meilleure prestation vocale R&B par un duo ou un groupe, cette dernière pour l'interprétation de Roberta Flack et Donny Hathaway.
Les versions de Carole King et de James Taylor ont toutes deux reçu le Grammy Hall of Fame Award.

## Classements hebdomadaires

### Version de James Taylor
| Classement (1971)                          | Meilleure position |
| ------------------------------------------ | ------------------ |
| Australie (Kent Music Report)              | 25                 |
| Canada (RPM 100 Singles)                   | 2                  |
| États-Unis (Billboard Hot 100)             | 1                  |
| États-Unis (Hot Adult Contemporary Tracks) | 1                  |
| Irlande (IRMA)                             | 3                  |
| Pays-Bas (Nederlandse Top 40)              | 20                 |
| Pays-Bas (Single Top 100)                  | 14                 |
| Royaume-Uni (UK Singles Chart)             | 4                  |

| Classement (1971)                  | Meilleure position |
| ---------------------------------- | ------------------ |
| États-Unis (Billboard Hot 100)     | 29                 |
| États-Unis (Hot R&B/Hip-Hop Songs) | 8                  |

| Classement (1990)              | Meilleure position |
| ------------------------------ | ------------------ |
| Irlande (IRMA)                 | 12                 |
| Royaume-Uni (UK Singles Chart) | 14                 |

| Classement (1997)              | Meilleure position |
| ------------------------------ | ------------------ |
| Allemagne (GfK Entertainment)  | 77                 |
| Irlande (IRMA)                 | 25                 |
| Pays-Bas (Single Top 100)      | 79                 |
| Royaume-Uni (UK Singles Chart) | 9                  |

| Classement (2005)              | Meilleure position |
| ------------------------------ | ------------------ |
| Irlande (IRMA)                 | 1                  |
| Royaume-Uni (UK Singles Chart) | 1                  |

## Certifications

### Version de James Taylor
| Pays              | Certification | Date       | Unités certifiées |
| ----------------- | ------------- | ---------- | ----------------- |
| États-Unis (RIAA) | Or            | 13/09/1971 | 1 000 000         |
| Royaume-Uni (BPI) | Argent        | 26/03/2021 | 200 000           |

### Version de Carole King
| Pays              | Certification | Date       | Unités certifiées |
| ----------------- | ------------- | ---------- | ----------------- |
| États-Unis (RIAA) | Or            | 06/03/2024 | 500 000           |